# Bonhari
Bonhari est un village du Cameroun situé dans la région de l'Adamaoua et le département de Mayo-Banyo. Il fait partie de la commune de Banyo et du lamidat de Banyo.

## Population

### Démographie
Lors du recensement de 2005, on y a dénombré 907 personnes.
D'après le plan communal de développement de la commune de Banyo daté de août 2015, Bonhari compte 360 habitants dont 200 hommes et 160 femmes.
La population des enfants se répartit de la façon suivante : 
39 nourrissons (0 à 35 mois), 61 enfants (0 à 59 mois), 23 enfants (4 à 5 ans), 284 enfants (6 à 14 ans), 67 adolescents (12 à 19 ans), 125 jeunes (15 à 34 ans).

## Sécurité
Le village dispose d'un poste de gendarmerie.